# The Empyrean
The Empyrean és el desè àlbum en solitari de John Frusciante, publicat arreu del món el 20 de gener del 2009, a través de Record Collection. Frusciante no feu cap gira de promoció, sinó que es concentrà en seguir component i gravant. The Empyrean assolí la posició 151 del Billboard 200 dels EUA, i també la setena posició en el Top Seekers. En la seva publicació, assolí la posició 105 en l'Albums Chart del Regne Unit.
L'àlbum fou gravat entre el desembre de 2006 i el març de 2008 i és un àlbum conceptual que segueix una sola història tant musicalment com líricament. The Empyrean conté una versió de la cançó "Song to the Siren" de Tim Buckley de l'àlbum Starsailor del 1970. El disc consta també d'una sèrie de col·laboradors i músics convidats, incloent-hi l'ex-company de grup Flea, l'ex-guitarrista dels Smiths Johnny Marr i el seu amic Josh Klinghoffer. Per causa d'un error en la planta de duplicació, la data de llançament del disc als Estats Units fou retrassada fins al 27 de gener. El 23 de març del 2010 es va afegir a l'àlbum un tema addicional, Here, Air, disponible gratuïtament a la pàgina oficial d'en John Frusciante.

## Sobre l'àlbum
John feu pública una descripció de l'àlbum a priori de la seva publicació a través de la pàgina web oficial:
"The Empyrean és una història que no té acció en el món físic. Tot té lloc en la ment d'una persona al llarg de la seva vida. L'altre únic personatge és algú que no viu en el món físic però hi és dins, en tant que existeix en les ments de la gent. La ment és l'únic lloc on qualsevol cosa es pot realment dir que existeix. El món exterior és només conegut per nosaltres tal com ens apareix a nosaltres essent-ne testimonis els nostres sentits. La imaginació és el món més real que coneixem perquè cadascú el coneix de primera mà. Veure com hi prenen forma les nostres idees és com ser capaç de veure com comença el Sol a ser. No hi ha equivalent d'aquesta puresa en el món exterior. El món exterior se'ns mostra a cadascú de nosaltres com una cosa i és sempre també una multitud d'altres coses. El dins de l'exterior i el fora de l'interior són interminables. Intentar-ho i abandonar són maneres de respirar."

## Llista de cançons
1. "Before the Beginning" - 9:08
2. "Song to the Siren" (Tim Buckley, Larry Beckett) - 3:33
3. "Unreachable" - 6:10
4. "God" - 3:23
5. "Dark/Light" - 8:30
6. "Heaven" - 4:03
7. "Enough of Me" - 4:14
8. "Central" - 7:16
9. "One More of Me" - 4:06
10. "After the Ending" - 3:38

Extres a la versió japonesa
1. "Today" - 4:38
2. "Ah Yom" - 3:17

Extra a la versió d'iTunes
1. "Here, Air" - 3:48

## Personal
- John Frusciante – veu, guitarra elèctrica, guitarra acústica, piano, teclat, baix elèctric de sis cordes a "Dark/Light" i "Central", sintetitzadors, caixa de ritmes
- Josh Klinghoffer – piano elèctric, bateria, orgue, piano, sintetitzadors, cors
- Flea – baix a "Unreachable", "God", "Heaven", "Enough of Me", "Today" i "Ah Yom"
- Johnny Marr – guitarra elèctrica a "Enough of Me" i guitarres elèctrica i acústica a "Central"
- Donald Taylor and the New Dimension Singers – cors
- Sonus Quartet – secció de cordes
- Ryan Hewitt - enginyer d'àudio
- Adam Samuels - enginyer de gravació
- Dave Lee - tècnic d'instruments
- Anthony Zamora - coordinació de producció